# Jiří Ševčík
Jiří Ševčík (* 1973, Hradec Králové) je český zpěvák, dirigent, moderátor, spisovatel a producent, médii přezdívaný „Rocky Balboa českého swingu“.

## Životopis
Narodil se v Hradci Králové, ale vyrůstal ve Smiřicích. Po vystudování Konzervatoře Pardubice (hlavní obory trubka a dirigování, dále klavír a zpěv) a stáži v New Yorku působil jako moderátor v rádiích Panag (1993–1995) a Life (1995–2002). Působil i jako dabér pro TV3 a Galaxie TV, současně jako druhý dirigent a hlasový poradce pardubického dětského sboru Iuventus Cantans. Na přelomu milénia z médií odešel a stal se PR manažerem špiček tuzemského šoubyznysu, coby zpěvák sólistou big bandu Aldis, jazzového tria Vojtěcha Eckerta (od 2001) a big bandu Felixe Slováčka (od 2003). S Felixem Slováčkem připravil jako autor a dramaturg projekt „Nebe plné hvězd“, swingové turné k 60. výročí konce druhé světové války, kde zároveň zpíval i moderoval.
Jako jediný v Evropě spolupracoval se sinatrovským autorem Richardem Currierem a nazpíval jeho píseň „New York At Christmas“. V roce 2008 se úspěšně zúčastnil britské pěvecké soutěže „Q Talent“, kterou pořádala skupina Queen, když skončil třetí.
V roce 2011 se v anketě Český slavík Mattoni v kategorii zpěváků umístil na 59. příčce.

### Pirate Swing Band
V roce 2010 založil vlastní hudební těleso, dvacetičlenný Pirate Swing Band.
Repertoár souboru tvoří nejen klasický swing, ale především vlastní swingové aranže hitů jiných hudebních žánrů (např. Michael Jackson, Madonna, Police, Queen, Bon Jovi, Oasis, Simon & Garfunkel, Billy Joel, Coldplay, Radiohead, Beatles, Rolling Stones, George Michael). Takové pojetí a specializace je v rámci Česka i celé Evropy unikátní.
První veřejné vystoupení se konalo na střeše Východočeského divadla. Záběry z akce byly umístěny na internet. Videa si všiml někdejší osobní tajemník F. Mercuryho Peter Freestone, a skupina následně (v roce 2011) účinkovala mj. v Montreux na oslavě nedožitých 65. narozenin Freddieho Mercuryho. Pirate Swing Band třikrát spolupracoval s kapelou Queen a jako jediná kapela na světě krom Queen samotných vytvořil nahrávku, na níž oficiálně zpívá Freddie Mercury a na kytaru hraje Brian May. Nahrávka navíc mimo dalších míst vznikala také ve slavné Abbey Road.
Pirate Swing Band se již krátce po svém založení stal českou jedničkou žánru (i podle Českého slavíka), pravidelně spolupracuje se špičkami české pop music (např. Karel Gott, Jiří Suchý, Felix Slováček, Jitka Zelenková, Leona Machálková, Josef Laufer, Tonya Graves, Ondřej Ruml, Matěj Ruppert, Ondřej Brousek, Jana Koubková, Iva Pazderková, Petr Vondráček, Bohouš Josef, Ivan Mládek, Jitka Molavcová, Luděk Sobota, Spejbl s Hurvínek, Dan Bárta, 4TET, Vojtěch Dyk, Janek Ledecký).
Soubor účinkuje v pořadech českých televizí a byla o něm natočena reportáž na americké CNN International. Vydal šest CD a DVD. Debutové album We Will Swing You vyšlo v roce 2012 a pokřtili jej Karel Gott, Felix Slováček a Peter Freestone.
Nahrávky skupiny jsou zastoupeny i na kompilacích, např. v roce 2016 se dostala na britské album pro taneční profesionály s nahrávkou swingové aranže skladby Uptown Girl od Billyho Joela. Mezinárodně byla kapela oceněna platinovou deskou. Hitparádové úspěchy byly zaznamenány ve Spojeném království, Francii, Nizozemsku, Rakousku, Argentině, Rusku, Austrálii, Irsku a Japonsku. Kapela absolvovala devět vyprodaných turné po Česku i v zahraničí (stav leden 2025).
Nejvyšší umístění v anketě Český slavík Mattoni: 67. příčka v kategorii skupin v roce 2011.

### Kniha a audiokniha
V roce 2020 Jiří Ševčík napsal autobiografickou knihu „Skoro všechno nej“ o délce 324 stran. V září toho roku byla kniha pokřtěna na střeše divadla v Pardubicích za účasti čtyř postav, které se v ději objevují – Peter Freestone (někdejší tajemník Freddieho Mercuryho), Felix Slováček, Petr Kotvald a ředitel Východočeského divadla Petr Dohnal. Kniha byla vysoce hodnocena čtenáři i odbornou veřejností.
V reakci na její úspěch vznikla i její audiodramatizace v délce 7 hodin v podání Bohdana Tůmy, která byla vydána v září 2021. Vydavatelstvím Suprapron byla zařazena mezi TOP 10 nejzajímavějších počinů toho roku (mj. vedle soundtracku k filmu Karel či alb Hany Hegerové nebo kapely Olympic). O natáčení vznikl i minidokument mladého filmaře Adama Urbance. O prázdninách 2022 (od 3. července) ji za velkého zájmu posluchačů po devět večerů jako seriál vysílal Český rozhlas Pardubice.

## Dílo
CD + DVD Sólo
- Live single, 2002
- Christmas Greeting Single, 2005
- 2006 E.P. , 2006
- Jiří Ševčík, 2007
- Nebe plné hvězd, DVD, feat. big band Felixe Slováčka, 4TET, Kateřina Brožová, Leona Machálková, Tomáš Savka, 2007
- De-Lovely Things, 2009
- SWING!, 2009
- Promo E.P., 2010[24]

CD + DVD s PIRATE SWING Bandem
- Live in Montreux, 2011
- We Will Swing You!, exclusive swing collection of Queen songs, 2012 (obsahuje 11 skladeb včetně We Are The Champions)[14]
- The Swingsons (Swingin‘ Hollywood), s remixy Michaela C, 2012 (pocta hollywoodským filmům)[25]
- PLAYLIST, CD + DVD, feat. Petr Kotvald, Josef Laufer, Jiří Lábus, Symfonický orchestr Konzervatoře Pardubice, 2014
- Man From Manhattan 2018, feat. Freddie Mercury & Brian May, 2018
- Skoro všechno nej LIVE, 2020[24]

Kompilace s PIRATE SWING Bandem
- Very Ballroom II., Velká Británie, 2015

## Ocenění
- Most entertaining performance - Q Talent, Bristol, UK, 2008[8]
- Zlatá deska za album Pirate swing bandu „We Will Swing You!“ jako poděkování skupiny Queen za šíření její hudby jazzovému publiku, 2012
- Mezinárodní Platinová deska (Británie, Francie, Holandsko, Rakousko, Argentina, Rusko, Austrálie, Irsko a Japonsko) za CD Pirate Swing Bandu „Man From Manhattan 2018“, 2018

## Vystoupení a účinkování

### TV pořady
- Televizní noviny, ČST
- Doremi, TV Nova
- World View, CNN International
- Thriller Anniversary, BBC2
- Dobré ráno, ČT
- Před půlnocí, Interview, ČT24
- Události v kultuře, ČT24
- Q, ČT1
- Předávání divadelních cen, ČT1
- Se srdcem na pravém místě, ČT1
- Snídaně s Novou, TV Nova
- Televizní noviny, TV Nova
- Hlavní zprávy TV Prima
- VIP zprávy, TV Prima
- Zrcadlo tvého života (s Karlem Gottem), TV Prima[15]
- Ano šéfe, TV Prima
- Hlavní zprávy, TV Barrandov
- Hlavní zprávy, TV1
- Jedničky, TV1
- Host dne, TV1
- Swingové Gala, Blesk TV
- Unplugged + interview, TV Metropol
- Hrajeme spolu za Pardubice (s Komorní filharmonií Pardubice a Matějem Ruppertem), ČT Sport

### Filmy
- Jazz co má koule, režie Jiří Flídr (časosběrný dokument)
- V Gala 2016, dokument

### Významnější videoklipy
- New York At Christmas
- Pirate Roof Concert
- PIRATE SWING Band Live in Montreux
- Radio Ga-Ga, Live in Semafor
- Tvor zábavnej (duet s Petrem Kotvaldem)
- Star Wars Imperial March
- Já a můj stín, Live (duet s Ondřejem Rumlem)
- To Love Somebody, Live

### Významnější živé projekty
- Nebe plné hvězd 2005, s big bandem Felixe Slováčka, 4TETem Jiřího Korna, Leonou Machálkovou, Kateřinou Brožovou a Tomášem Savkou, 2005
- "Queen To Swing" gig, Freddie Mercury Memorial Day / 40th Anniversary of Queen, Montreux, Switzerland, 2011
- Pirate Swing Band Gala 2013, s Petrem Kotvaldem, Leonou Machálkovou a sborem Continuo, 2013
- Pirate Swing Band Gala 2014, s Josefem Lauferem, Ester Kočičkovou a Symfonickým orchestrem Konzervatoře Pardubice, 2014
- Pirate Swing Band Gala 2015, s Felixem Slováčkem, Petrem Vodráčekem a Ivou Pazderkovou, 2015
- Pirate Swing Band Gala 2016, s Tonyou Graves, Ondřejem Rumlem a Hurvínkem, 2016
- Rock To Swing, Polička Jazz Festival, 2017
- Pirate Swing Band Gala 2017, s Matějem Ruppertem, Ondřejem Brouskem, Janou Koubkovou, Bohoušem Josefem a Radkou Fišarovou, 2017
- Best of Pirate Swing Band, festival Smetanova Litomyšl, 2018
- Pirate Swing Band Gala 2018, s Ivanem Mládkem, Sárou Schumovou a dětským sborem Laděníčko
- Pirate Swing Band Gala 2019, s Jitkou Molavcovou a Luďkem Sobotou
- „S Piráty na jedné lodi“, s Komorní Filharmonií Pardubice, 2020
- Pirate Swing Band Gala 2021, s Danem Bártou
- „Swingová crossover pocta filmu“, zahajovací show na hlavní scéně festivalu Soundtrack Poděbrady, 2022[26][27]
- Pirate Swing Band Gala 2022, s vokálním seskupením 4TET Jiřího Korna a sbory Vrabčáci a Laděníčko, 2022[28][29][30]
- Pirate Swing Band Gala 2023, s Vojtěchem Dykem[31][32]
- Pirate Swing Band Gala 2024, s Jankem Ledeckým a filharmonickými smyčci[33]
- Hrajeme spolu za Pardubice XI., „Od Semaforu k Mercurymu“, Jiří Ševčík a Pirate Swing Band jako host Komorní filharmonie Pardubice, jako speciální host Matěj Ruppert, Enteria aréna Pardubice, 2025[34][35][36][37]